# کالیاکار
کالیاکار (به لاتین: Kaliakair) یک منطقهٔ مسکونی در بنگلادش است که در کالیاکایر واقع شده‌است. کالیاکار ۲۷٫۱۶ کیلومتر مربع مساحت و ۲۱۳٬۰۶۱ نفر جمعیت دارد.